# 湯河原町
湯河原町（ゆがわらまち）は、神奈川県の南西部に位置し、足柄下郡に属する町。
湯河原温泉で有名な温泉町としてよく知られている。東海道本線が通る。古くから文豪、画家など多くの作家が逗留し創作の筆を執った。

## 地理

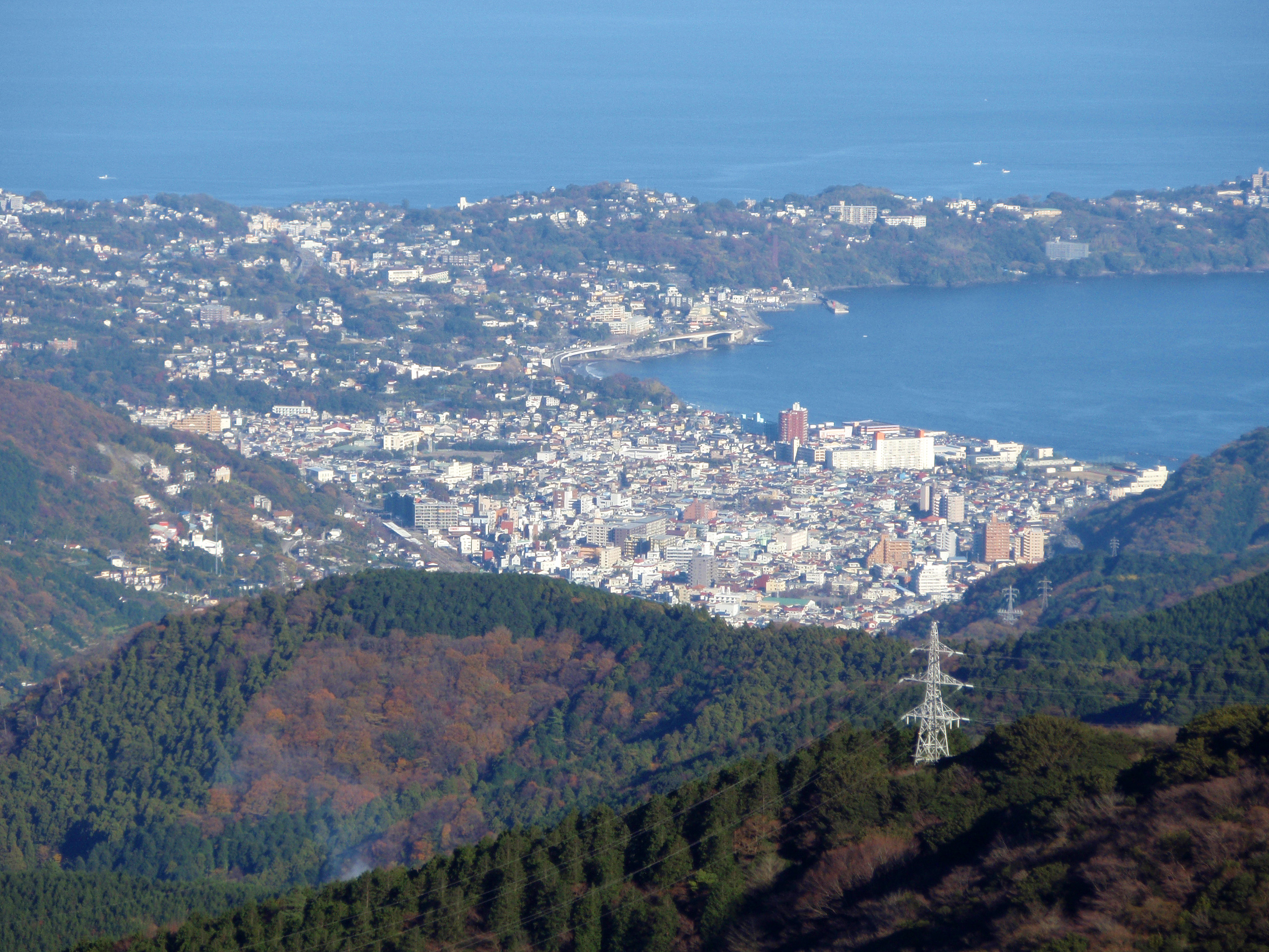
湯河原町の中心部と、真鶴町の真鶴半島

箱根火山の外輪山南麓と相模灘に挟まれた低地に町の中心域がある。厳密に述べれば、第四紀の火山である湯河原火山が、著しく浸食されて形成された地形の多くを町域としている。真鶴町と接する東北域には、緩やかな山麓部があり住宅地とミカン畑が混在して広がる。南部は千歳川の北沿いに温泉街や住宅地が集まる。海岸線には長さ700mほどの砂浜海岸があり、夏には海水浴客でにぎわう。
- 山：鞍掛山、大観山、城山、幕山、星ヶ山、南郷山
- 河川： 新崎川、藤木川、千歳川
- 湖沼：自鑑水、池峯
- 海：相模灘

## 歴史
- 鎌倉時代：相模国土肥郷と呼ばれていた。
- 江戸時代：宮上村・宮下村・門川村・城堀村・鍛冶屋村・（旧）吉浜村を土肥6ケ村とした。
- 1884年（明治17年）：土肥6ケ村が連合して（旧）吉浜村に戸長役場を置き、吉浜村外5ケ村とした。
- 1889年（明治22年）4月：町村制の施行により、吉浜村外5ヶ村の内、宮上村・宮下村・門川村・城堀村が合併し土肥村とした。
- 同上：吉浜外5ヶ村の内、（旧）吉浜村・鍛冶屋村を合併し吉浜村とした。
- 1926年（大正15年）7月1日：土肥村が町制をしき（旧）湯河原町になる。
- 1936年（昭和11年）：ハコネダケが開花、結実。ノネズミが大繁殖して農作物などに被害[2]。
- 1940年（昭和15年）4月1日：吉浜村が町制をしき吉浜町になる。
- 1946年（昭和21年）7月27日：福浦村が所属した真鶴町外2ヶ村組合が解散。
- 1955年（昭和30年）4月1日：（旧）湯河原町・吉浜町・福浦村が合併し湯河原町が発足、現在に至る。
- 1983年（昭和58年）11月1日：固定系防災行政無線が開局される。
- 2001年（平成13年）10月1日：防災行政無線のチャイムの音色が変更される。
- 2011年（平成23年）3月1日：操作卓の更新などにより、防災行政無線放送等変更。

## 字・地名
土肥実平が統治していた時代より受け継がれているものが多く、小字名などで昔どのような地域だったのかが容易に想像できる。

### 地区
- 門川（もんがわ） : 千歳川の下流部に広がり静岡県熱海市（伊豆国）との境にある地区。年配者は"もがわ"と発音する場合が多い。
- 土肥（どい） : 区画整理によって生まれた地区で、元の門川・城堀・宮下の一部からなる。
- 中央（ちゅうおう） : 区画整理によって生まれた地区で、元の門川・城堀・鍛冶屋・吉浜の一部からなる。
- 城堀（しろほり） : 土肥城があった城山を中心に広がる地区。
- 宮下（みやした） : 五所神社を境に下（海側）に位置する地区。
- 宮上（みやかみ） : 五所神社を境に上（山側）に位置する地区。温泉が湧いているのはほぼこの地区に属する。
  - 温泉場（おんせんば） : 宮上地区中部の温泉旅館が集まる地域。
  - 奥湯河原（おくゆがわら） : 湯河原の奥座敷と呼ばれ最も箱根寄りの地域。
- 鍛冶屋（かじや） : 新崎川の川砂に多く混ざる砂鉄を利用して鉄器や刀鍛冶などが盛んだったといわれる地区。
- 吉浜（よしはま） : 砂浜（吉浜）から箱根町・小田原市の境にまで伸びる地区。
  - 川堀（かわほり） : 真鶴町との山側の境にあり、"うさぎ沢"などの小字名がある地区。
- 福浦（ふくうら） : 真鶴町と海側の境にあり、湯河原町で唯一港のある地区。

### 小字
- 蔵町（くらまち） : 土肥地区（元の門川）だったあたり。現在は蔵町公園（通称タコ公園）の名称としてのみ残る。
- 弁当場（べんとうば） : 鍛冶屋地区の幕山中腹あたり。
- 陣馬の沢（じんばのさわ） : 城山から鍛冶屋側へ下った所。石橋山の戦いで敗戦し逃れてきた頼朝らの陣馬を野に放ったことに因む。
- 黒石（くろいし） : 南郷山のすそ野、黒い石が多い。現在も野面（のづら）積みの石垣が残る。
- 白石（しろいし） : 城山のすそ野、白い石が多い。現在も野面積みの石垣が残る。
- うさぎ沢（うさぎさわ） : 星ヶ山のすそ野。山深く現在になって開発がされてきている。
- 真砂（まさご） : 新崎川の下流部で流れが弱くなり砂が溜まりやすい所。
- 湯河原（ゆがわら） : 千歳川の河原に温泉が湧いていた地域。
- その他多数

## 人口
町の総人口は2001年（平成13年）の28,707人をピークに減少傾向に転じている。2005年（平成17年）の神奈川県全体の年齢階層別人口の構成割合と比較すると老齢人口は11.9%多くなっている。
| |                                          |  |
| 湯河原町と全国の年齢別人口分布（2005年） | 湯河原町の年齢・男女別人口分布（2005年） |  |
| ■紫色 ― 湯河原町 ■緑色 ― 日本全国 | ■青色 ― 男性 ■赤色 ― 女性                |  |
| 湯河原町（に相当する地域）の人口の推移 \| 1970年（昭和45年） \| 23,299人 \| \| \| 1975年（昭和50年） \| 24,552人 \| \| \| 1980年（昭和55年） \| 25,456人 \| \| \| 1985年（昭和60年） \| 26,027人 \| \| \| 1990年（平成2年） \| 27,717人 \| \| \| 1995年（平成7年） \| 28,389人 \| \| \| 2000年（平成12年） \| 27,721人 \| \| \| 2005年（平成17年） \| 27,430人 \| \| \| 2010年（平成22年） \| 26,848人 \| \| \| 2015年（平成27年） \| 25,026人 \| \| \| 2020年（令和2年） \| 23,426人 \| \| |                                          |  |
| 総務省統計局 国勢調査より |                                          |  |
| 1970年（昭和45年） | 23,299人                                 |  |
| 1975年（昭和50年） | 24,552人                                 |  |
| 1980年（昭和55年） | 25,456人                                 |  |
| 1985年（昭和60年） | 26,027人                                 |  |
| 1990年（平成2年） | 27,717人                                 |  |
| 1995年（平成7年） | 28,389人                                 |  |
| 2000年（平成12年） | 27,721人                                 |  |
| 2005年（平成17年） | 27,430人                                 |  |
| 2010年（平成22年） | 26,848人                                 |  |
| 2015年（平成27年） | 25,026人                                 |  |
| 2020年（令和2年） | 23,426人                                 |  |

## 行政

### 歴代町長
特記なき場合『湯河原町統計要覧 令和3年版』による。
| 代                   | 氏名             | 就任             | 退任             | 備考                                                                                   |
| 土肥村長（官選）     | 土肥村長（官選） | 土肥村長（官選） | 土肥村長（官選） | 土肥村長（官選）                                                                       |
| -------------------- | ---------------- | ---------------- | ---------------- | -------------------------------------------------------------------------------------- |
|                      | 不詳             |                  |                  |                                                                                        |
| 旧湯河原町長（官選） |                  |                  |                  |                                                                                        |
|                      | 不詳             |                  |                  |                                                                                        |
| 旧湯河原町長（公選） |                  |                  |                  |                                                                                        |
|                      | 不詳             |                  |                  |                                                                                        |
| 湯河原町長（公選）   |                  |                  |                  |                                                                                        |
| 初-3                 | 八亀武雄         | 昭和30年5月6日   | 昭和42年4月29日  |                                                                                        |
| 4-5                  | 高杉茂利         | 昭和42年5月6日   | 昭和50年5月5日   |                                                                                        |
| 6-7                  | 杉山實           | 昭和50年5月6日   | 昭和58年5月5日   |                                                                                        |
| 8-9                  | 小澤忠一         | 昭和58年5月6日   | 平成3年5月5日    |                                                                                        |
| 10                   | 丸山孝夫         | 平成3年5月6日    | 平成7年5月5日    |                                                                                        |
| 11-13                | 米岡幸男         | 平成7年5月6日    | 平成19年5月5日   |                                                                                        |
| 14-18                | 冨田幸宏         | 平成19年5月6日   | 令和6年5月5日    | 在任中に骨髄異形成症候群が発症し、造血幹細胞移植後に移植片対宿主病の検査入院中に死去。 |
| 19                   | 内藤喜文         | 令和6年6月24日   |                  |                                                                                        |

### 町の行政機関
- 湯河原町消防本部
  - 湯河原町消防署

### 県の行政機関
- 小田原警察署湯河原交番・湯河原駐在所

## 立法

### 町政
町議会
- 議長 : 山本俊明

湯河原町町議会の議席定数は、14議席である。なお湯河原町議会議員の現任期満了日は令和2年3月31日である。

### 県政
湯河原町（足柄下郡）から選出される神奈川県議会議員の定数は1議席である。現任期の満了日は、平成31年4月29日である。
- 高橋延幸

### 国政
衆議院
湯河原町は、小田原市等から構成される神奈川17区が選挙区となる。
時の内閣：第1次岸田内閣 解散日：2021年10月14日 公示日：2021年10月19日 最終投票率：61.34% （全国投票率：55.93%（2.25%））
| 当落 | 候補者名   | 年齢 | 所属党派   | 新旧 | 得票数  | 得票率 | 惜敗率 | 推薦・支持 | 重複 |
| ---- | ---------- | ---- | ---------- | ---- | ------- | ------ | ------ | ---------- | ---- |
| 当   | 牧島かれん | 45   | 自由民主党 | 前   | 6,525票 | 50.18% | ――     | 公明党推薦 | ○    |
|      | 神山洋介   | 46   | 立憲民主党 | 元   | 5,491票 | 42.23% | 84.15% |            | ○    |
|      | 山田正     | 70   | 日本共産党 | 新   | 988票   | 7.60%  | 15.14% |            |      |

参議院
湯河原町は、参議院 南関東ブロック・神奈川選挙区に属する。
なお、当選挙区の参議院選挙比例代表区選出議員についての詳細は、神奈川県選挙区を参照のこと。

## 経済

### 産業
観光業
温泉
- 奥湯河原温泉 - 藤木川上流域。
- 湯河原温泉（温泉場） - 万葉公園周辺。
- 浜湯河原温泉 - 千歳川下流域。
- 伊豆湯河原温泉 - 千歳川以南。熱海市泉地区だが、歴史的・地理的な一体性から湯河原温泉エリアの一角を構成。

日帰り温泉（町内各所）
- こごめの湯
- ゆとろ嵯峨沢の湯
- 湯河原ラドンセンター（ホテル城山）
- いずみの湯（ニューウェルシティ湯河原）
- The Ryokan Tokyo YUGAWARA （Gensen Cafe）
- みやかみの湯

海の家
- 湯河原海水浴場

ミュージアム
- 美術館・記念館

観光農業
- みかん狩り・オレンジ狩り
- みかんオーナー

工場見学
- ちぼり湯河原スイーツファクトリー

製菓業
- ちぼり

農業
- 柑橘類栽培が主体（湯河原みかん参照）
- キウイフルーツ・お茶（八十八夜摘みの新茶として販売）・野菜各種（JAかながわ西湘にて地場野菜販売）

漁業
- 福浦漁港
- 干物

## 姉妹都市（親善都市）
- 広島県三原市
- 富山県立山町
- 忠州市
- ポートスティーブンス市
- ティボリ市

## 地域

### 医療
- 独立行政法人 地域医療機能推進機構 湯河原病院（旧湯河原厚生年金病院）
- 一般財団法人 生活保健協会 湯河原中央温泉病院
- 医療法人社団 中山会 湯河原胃腸病院

### 教育
大学
- 横浜商科大学 学術研修所（セミナーハウス）[6][7]

中学校
- 湯河原町立湯河原中学校

小学校
- 湯河原町立東台福浦小学校
- 湯河原町立吉浜小学校
- 湯河原町立湯河原小学校

湯河原町では、「湯河原町育英奨学金条例」に基づく奨学金制度があり主に高校進学者を対象としている。

### メディア
- 伊豆急ケーブルネットワーク
  - IKCネットワークニュース
- エフエム熱海湯河原（Ciao!）

## 交通

### 鉄道路線
東日本旅客鉄道（JR東日本）
 東海道線・■上野東京ライン
- - 湯河原駅 -

東海道本線の開通以前は、人車鉄道・軽便鉄道の豆相人車鉄道→熱海鉄道も1895年〜1923年にかけて存在していた。

### 路線バス
- 箱根登山バス（小田急系） - 箱根〜湯河原駅〜真鶴駅〜小田原。熱海市泉地区、鍛冶屋・幕山公園方面も。
  - 湯河原町コミュニティバス - 湯河原駅〜真鶴駅間。山側、ゆうゆうの里経由、一部ゆめ公園・真鶴中学校経由。
- 伊豆箱根バス（西武系） - 元箱根〜湯河原駅〜（海側）〜真鶴駅〜真鶴半島。
- 東海バス（小田急系） - 湯河原駅〜熱海駅間。海側の国道135号経由。

### 道路
有料道路
- 箱根ターンパイク - 小田原市早川から、箱根新道（国道1号バイパス）や旧東海道（県道732号）南方を、山地稜線を通るように平行に南西へと進んで湯河原峠へと至る。途中の大観山から西方の箱根町側にはみ出してる一部分では、県道75号（椿ライン）に割り込まれる格好になっており、二分割されている。
- 湯河原パークウェイ - 奥湯河原と湯河原峠をつなぐ。
- 真鶴道路 - 湯河原町吉浜から、真鶴町岩地区の北端までをバイパスでつなぐ。

一般国道
- 国道135号 - 沿岸部を北東から南西へと進み、真鶴町と熱海市をつなぐ。

県道
- 神奈川県道75号湯河原箱根仙石原線（椿ライン） - 国道135号上の湯河原駅入口交差点から分岐して西進し、湯河原駅前を通りつつ千歳川に沿って更に西進する。奥湯河原に至った後は、城山方面へと東進しつつ北上して大観山へと至る「椿ライン」と呼ばれる山道となる。箱根町に入った後は、元箱根、箱根神社前などを経由しつつ、仙石原へと至る。
- 静岡県道20号熱海箱根峠線 - 湯河原峠付近において、町内を南北に通過する[8]が、神奈川県道としての指定はない。南北どちらも函南町へ通ずる。町内には箱根ターンパイクとの交差点の一部、および湯河原パークウェイとの交差点が存在する。
- 神奈川県道740号小田原湯河原線 - 国道135号の旧道。2009年に国道から県道へ移管された。

その他主要道
- 幕山公園通り - 市街地主要道の1つ。国道135号上の幕山公園（梅林）入り口交差点から線路下まで、新崎川と並行するように北西へと進む。
- オレンジライン - 県道75号のバイパス道路。線路下の五所神社前交差点を北方に分岐し、山地の裾野を北西へと進んで行き、奥湯河原の手前で県道75号と再合流する。元々は1968年に神奈川県道路公社によって「湯河原新道」という有料道路として開通。1987年に湯河原町に譲渡・無料化。
- サンサン通り - 市街地主要道の1つ。国道135号上の湯河原温泉入り口交差点から、土肥一丁目交差点の手前まで西進。

## 名所・旧跡・祭事・催事など

### 温泉施設
手湯・足湯
- ゆがわらの手湯（湯河原駅前）

湯治
- ままねの湯

#### 日帰り温泉
- こごめの湯[9]
- 惣湯テラス（湯河原惣湯/万葉公園内）
- ゆとろ嵯峨沢の湯[9]
- 湯河原ラドンセンター（ホテル城山）[9]
- いずみの湯（ニューウェルシティ湯河原）[9]
- 大滝ホテル
- 旅館 天作
- Gensen Café（THE RYOKAN TOKYO 湯河原）
- 湯河原温泉ちとせ
- みやかみの湯

### 名所・寺社

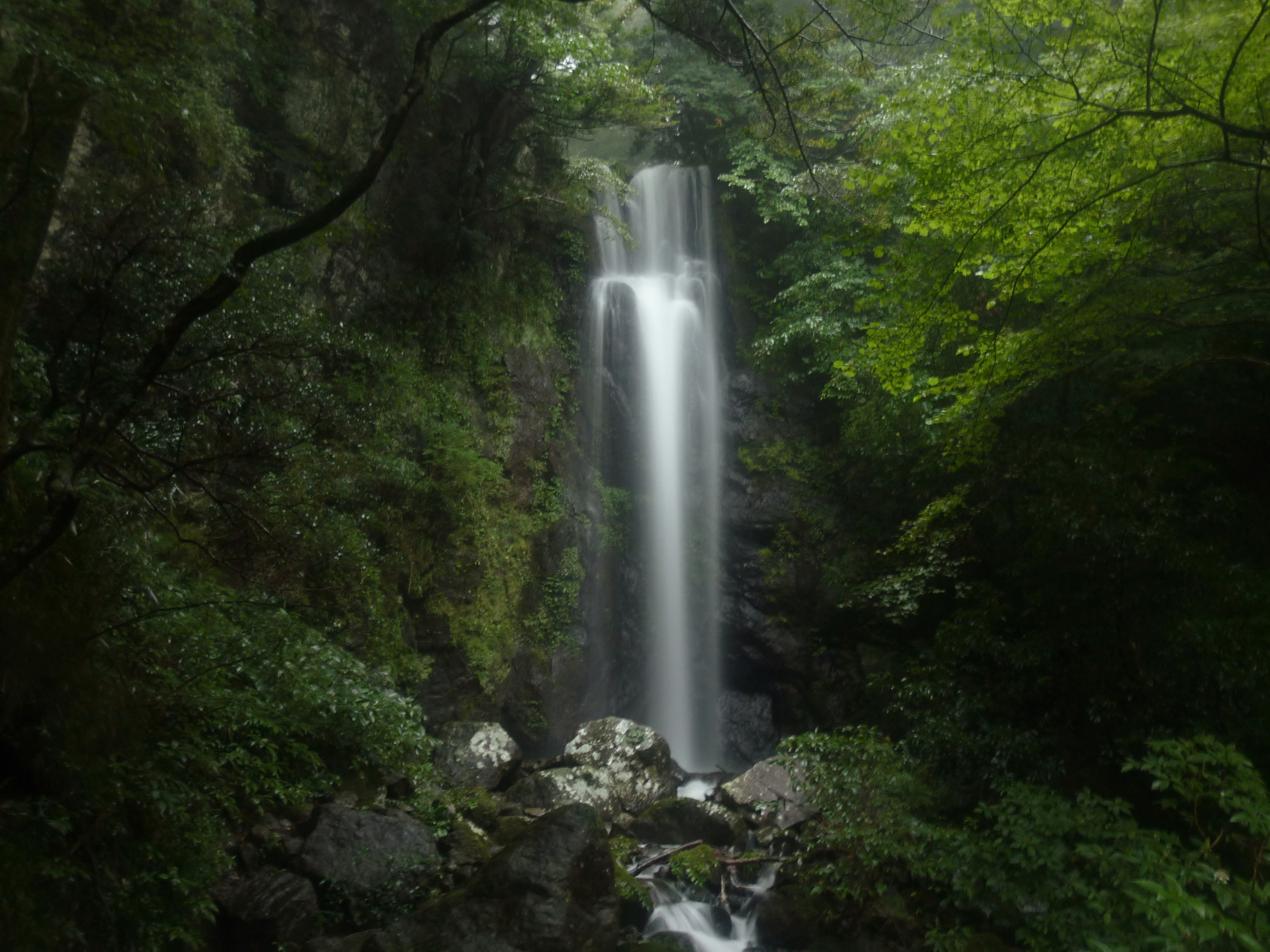
白雲の滝

- 白雲の滝・天照山神社
- しとどの窟
- 不動滝
- 椿寺（熱海市・泉地区）
- 保善院（熱海市・泉地区）
- 福泉寺（熱海市・泉地区）
- 土肥城址
- 城願寺
- 五所神社
- 産土八幡神社
- 五郎神社
- 素鵞神社
- 子之神社

### 国の天然記念物
- 城願寺のビャクシン
- 山神の樹叢

### 史跡
- 光風荘

### 美術館・博物館
- 町立湯河原美術館
- 西村京太郎記念館
- かぼちゃ美術館（草間彌生）
- 人間国宝美術館

### 工場見学
- ちぼり湯河原スイーツファクトリー - ちぼり

### 公園施設
- 神奈川県立奥湯河原自然公園
- 箱根ジオパーク
- 星ヶ山公園（さつきの郷） - 吉浜地区、湯河原カンツリークラブ北方。
- ゆめ公園（総合運動公園・国体アーチェリー会場） - 吉浜地区、湯河原カンツリークラブ南東。
- 幕山公園（湯河原梅林） - 鍛冶屋地区、新崎川上流。
- 城山公園（ピクニックグラウンド・あじさいの郷）- 城山南東部。
- 万葉公園（湯河原惣湯(惣湯テラス/玄関テラス)・熊野神社・狸福神社） - 宮上地区、千歳川・落合橋の西方。
- 湯河原海辺公園ドッグラン - エスポット南東脇。町民以外1頭1回につき200円。
- 湯河原海浜公園（町営プール・テニスコート） - 門川地区、湯河原中学校南西脇。
- 泉公園（花火大会会場） - 熱海市泉地区。

その他
- 川堀公園 - 吉浜・川堀地区。
- ゆり公園 - 吉浜地区、線路付近。
- 森下公園 - 鍛冶屋地区、町立たちばな保育園北西脇。
- 柵口公園 - 中央4丁目。
- さくらんぼ公園 - 中央3丁目、ハンディホームセンター南脇。
- 広崎公園 - 中央1丁目、町役場南方。
- 若宮公園 - 中央1丁目、町立まさご保育園西脇。
- 蔵町公園 - 土肥2丁目。
- 御庭公園 - 土肥1丁目、湯河原駅南方。
- 桜木公園 - 土肥5丁目、Aコープ東向。
- 川端公園 - 門川地区、千歳川沿い。

### 漁港・海水浴場
- 福浦漁港
- 吉浜海岸（湯河原海水浴場）

### スポーツ施設
- 湯河原カンツリー倶楽部
- 湯河原町総合運動公園
- 湯河原ヘルシープラザ
- 湯河原海浜公園
  - 町営プール（夏季）
  - テニスコート

### イベント

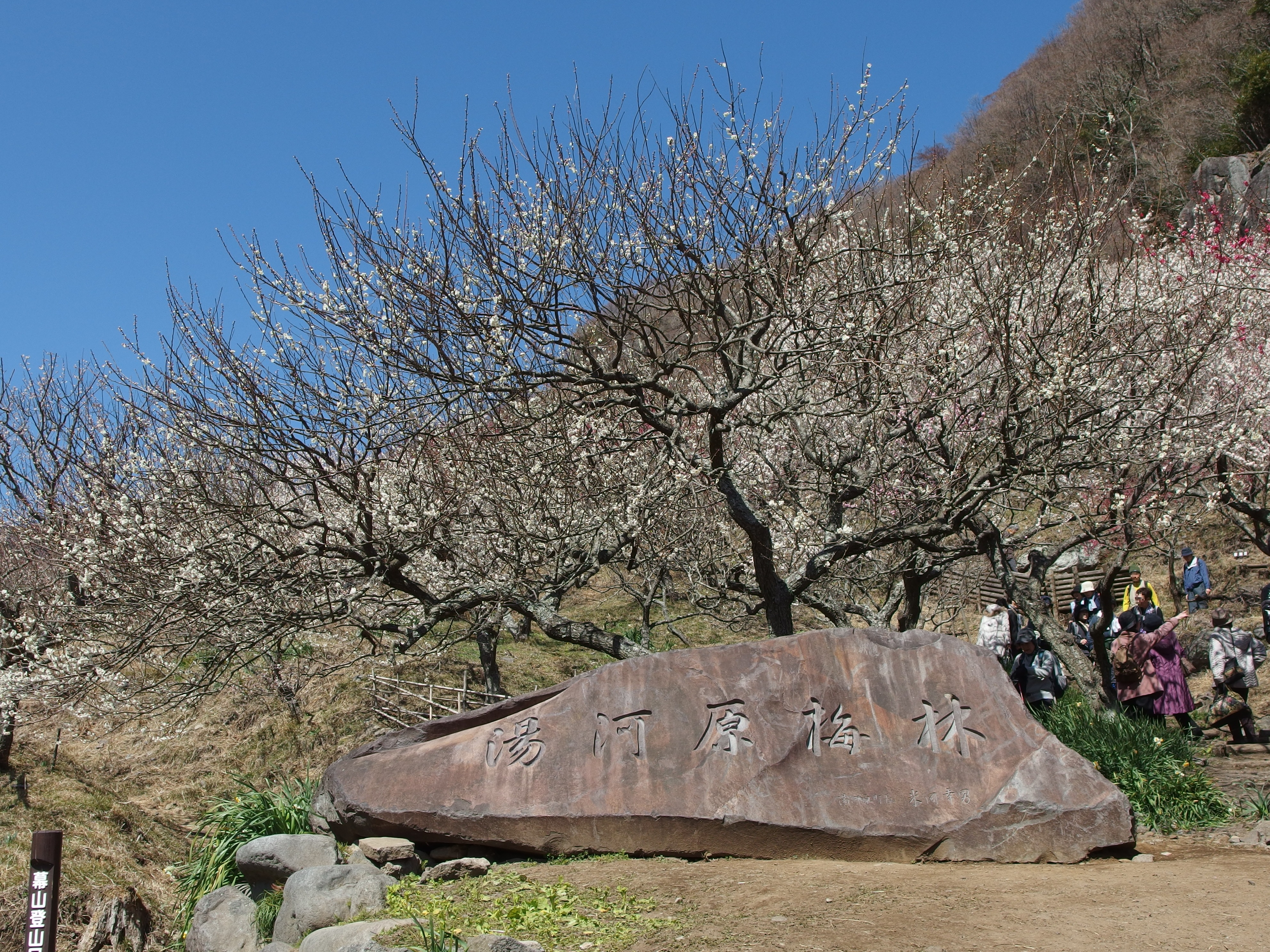
湯河原梅林（幕山公園）梅の宴

- 梅の宴（1月下旬〜3月中旬）

湯河原梅林（幕山公園）　　　　　　　　　　　　　　　
- マスつり解禁（3月1日）

藤木川（千歳川上流部）
- 土肥祭（4月第1日曜日）

土肥一族の墓（城願寺）
- 源頼朝旗揚げ武者行列（4月第1日曜日）

五所神社〜JR湯河原駅
- 湯かけ祭り（5月第4土曜日）

温泉場
- さつきまつり（5月下旬〜6月上旬）

さつきの郷（星ヶ山公園）
- ほたるの宴（6月上旬、中旬）

万葉公園・藤木川・新崎川
- 海水浴（7月上旬〜8月31日）

湯河原海水浴場（吉浜海岸）
- 吉浜の鹿島踊り（8月1日） : 1976年10月19日に神奈川県の無形民俗文化財に指定された。

素鵞神社
- 湯河原やっさ祭り（8月2日、3日）

町内各所
- 海上花火大会（8月3日）

湯河原海水浴場（吉浜海岸）
- ちびっこ広場（8月上旬〜下旬）

観光会館前
- みかん狩り（温州みかん10月上旬〜12月中旬・オレンジ類、甘夏3月〜5月）

町内各みかん畑
- ゆがわらHalloween（10月最後の土日）

町内町民体育館
- もみじ祭り（11月中旬〜12月上旬）

紅葉の郷(池峯)・奥湯河原
- どんど焼き（1月14・15日）

町内各所
- 観光朝市（毎週日曜日AM6:00〜AM9:00頃）

観光会館前

### 光風荘
湯河原町にある史跡。二・二六事件で東京以外の唯一の事件現場となった。昭和11年2月26日早朝、伊藤屋旅館別荘光風荘に宿泊中の牧野伸顕元内大臣他6名が襲撃された。（事件の詳細は「河野壽」を参照）二・二六事件の際に焼失したが、その後復元され、事件関係の資料が展示されている。開館日は土・日・祝と2月26日、それ以外の日の見学は事前予約が必要。北緯35度08分45秒 東経139度04分25秒 / 北緯35.145935度 東経139.073516度

## 関連する有名人

### 出身有名人
- 船越英一郎 : 俳優
- 黛まどか : 俳人、湯河原文学賞俳句部門の選者を務める
- 山田太一 : 脚本家（幼少時、湯河原に疎開）
- 河野淳吾 : 元Jリーガー・現競輪選手
- 河野直人 : 元Jリーガー・現サッカー指導者
- 笹みどり : 歌手
- 加藤智之 : ミュージシャン（I-RabBits）
- 大津祐男 : みかんの篤農家（"大津四号"と"師恩の恵"を育成した。高接ぎの方法である大津式一挙更新腹接ぎ法を考案し全国に広めた。接ぎ木の名手で国の試験場から依頼が来るほどであった。）
- 天野之弥 : 外交官、国際原子力機関（IAEA）事務局長
- 岩田敏 : 医師、慶應義塾大学特任教授
- 村上舜 : プロサーファー
- 向笠康二郎 : 気象予報士

### 著名な住民
- 細川護熙 : 陶芸家、元内閣総理大臣、元参議院議員・衆議院議員、元熊本県知事
- ツルネン・マルテイ : 元参議院議員、元湯河原町議
- 種村季弘 : 評論家
- 西村京太郎 : 推理作家、名誉町民、湯河原文学賞小説部門の選者を務める。2022年逝去
- 五月みどり : タレント
- 田口ランディ : エッセイスト
- 益田由美 : 元フジテレビアナウンサー
- 桂邦彦 : テレビ番組プロデューサー
- 船越英二 : 俳優
- 泉アキ : タレント（注：熱海市泉地区在住であるが生活圏がほぼ湯河原の為）
- 桂菊丸 : テレビリポーター（注：同上）
- 谷崎潤一郎 : 小説家
- 山本有三 : 小説家
- 巻上公一 : ミュージシャン
- 布施英利 : 学者、東京藝術大学准教授
- 小林幸子 : 歌手

#### 別荘
- 舛添要一 : 前東京都知事
- 浜田雅功 : お笑い芸人
- 小川菜摘 : タレント
- 木村拓哉 : アイドルタレント
- 大山倍達 : 格闘家（注：別荘ではなく合宿道場）
- 重光葵 : 元外務大臣
- 伊丹十三 : 映画監督・俳優
- 宮本信子 : 女優
- さくまあきら : ゲームライター・作家
- 佐藤真理子 : ロック歌手

### ゆかりの人物と作品・逗留先
- 三遊亭円朝 : 落語家・伊藤屋旅館
- 国木田独歩 : 小説家「湯河原より」・中西旅館
- 夏目漱石 : 小説家「明暗」「真鶴行」・天野屋旅館
- 芥川龍之介 : 小説家「トロッコ」「一塊の土」「百合」・中西旅館
- 島崎藤村 : 小説家「夜明け前」・伊藤屋旅館
- 与謝野晶子 : 小説家「白桜集」・真珠荘
- 与謝野鉄幹 : 小説家・真珠荘
- 宇野浩二 : 小説家「湯河原三界」・中西旅館、天野屋旅館
- 吉野秀雄 : 歌人　第2歌集「苔径集」・青巒荘
- 獅子文六 : 小説家「娘と私」・現在保養所碧翠のある地に疎開
- 小林秀雄 : 文芸評論家「ゴッホの手紙」・加満田旅館
- 竹内栖鳳 : 日本画家「東本願寺大寝殿障壁画」・天野屋旅館内の山桃庵
- 水上勉 : 推理小説家「越前竹人形」「銀の庭」・加満田旅館
- 清水崑 : 漫画家「かっぱ」・加満田旅館
- 櫻井欽一 : 理学博士でアマチュア鉱物研究科の第一人者・不動滝にて「湯河原沸石」を発見
- 西村京太郎 : 推理小説家「寝台特急殺人事件」 「終着駅殺人事件」など
- 竹内栖鳳 : 画家。天野屋旅館を別荘としていた。

### ゆかりの歴史上の人物
- 源頼朝 : しとどの窟
- 土肥実平 : 相模国土肥郷（現在の湯河原）を治めていた鎌倉時代の豪族。石橋山の戦い時、源頼朝に仕えた。
- 土肥遠平 : 小早川遠平とも。実平の子。父と共に源頼朝に仕え、安芸国沼田荘等の地頭に任命される。戦国時代の毛利両川の一つである小早川氏の祖。

## 湯河原町のご当地ソング
- 「ぽつり、湯河原」松尾雄史
- 「湯河原の郷」西川晶
- 「湯河原音頭」西川晶
- 「新湯河原音頭」西川晶
- 「湯河原哀歌」小山みつな
- 「せきれいの宿」笹みどり
- 「湯河原湯情」島津悦子

## 備考
- 近年「都会田舎（とかいなか）」として注目され、団塊の世代の移住の地としても人気が高い。
- 湯河原町は真鶴町と、2005年1月を目処に合併を目指していたが、真鶴町で行われた合併の賛否を問う住民投票で僅差で反対が上回り、合併は中止になった。詳細は湯河原市を参照。
- 市外局番は0465で、小田原MAに属する。なお、1970年代初頭までは04606で、市内局番はなかった。
- 静岡県熱海市の泉地区が千歳川を隔てて湯河原と一体化している。実際、同地区は電話の市外局番が0557（伊東MA）ではなく湯河原町と同じ0465（小田原MA）で、それゆえNTT西日本の管内ではなくNTT東日本の管内である。
- 2000年代前半頃から観光客数が伸び悩んでいることから、町おこしの観光資源としてB級グルメ「焼きそば」を新名物とする取り組みを2007年11月から始め、湯河原町商工会と横浜市内の大手たれメーカーが共同開発したピリ辛味のソースを使い、湯河原温泉の伝説を生かした名前の新メニュー『たんたんたぬきの担々やきそば』が考案され、2008年2月より町内の飲食店・旅館等で提供が開始された[11]。